# Mycomya tolteca
Mycomya tolteca är en tvåvingeart som beskrevs av Vaisanen 1984. Mycomya tolteca ingår i släktet Mycomya och familjen svampmyggor. Inga underarter finns listade i Catalogue of Life.